# Pseudopałanka wędrowna
Pseudopałanka wędrowna, pałanka wędrowna (Pseudocheirus peregrinus) – gatunek ssaka z podrodziny pseudopałanek (Pseudocheirinae) w obrębie rodziny pseudopałankowatych (Pseudocheiridae).

## Taksonomia
Gatunek po raz pierwszy zgodnie z zasadami nazewnictwa binominalnego opisał w 1785 roku holenderski przyrodnik Pieter Boddaert nadając mu nazwę Didelphis peregrinus. Miejsce typowe to obszar rzeki Endeavour, Queensland, Australia. Opis oparty na „New Holland opossum” Thomasa Pennanta z 1781 roku. 
Różnorodność w obrębie P. peregrinus sugeruje, że może stanowić kompleks gatunkowy i prawdopodobnie wymaga rewizji taksonomicznej. 
Autorzy Illustrated Checklist of the Mammals of the World rozpoznają cztery podgatunków. Podstawowe dane taksonomiczne podgatunków (oprócz nominatywnego) przedstawia poniższa tabelka:
| Podgatunek       | Oryginalna nazwa       | Autor i rok opisu | Miejsce typowe                                                          | Holotyp |
| ---------------- | ---------------------- | ----------------- | ----------------------------------------------------------------------- | --- |
| P. p. convolutor | Phalangista convolutor | Schinz, 1821      | Adventure Bay, Tasmania, Australia.                                     | Holotyp niezany. |
| P. p. cookii     | Phalangista cookii     | Desmarest, 1818   | Tasmania, Australia.                                                    | Oprawiona skóra i czaszka dorosłego osobnika (syntyp, sygn. MNHN-ZM-MO-1990-411, Muzeum Historii Naturalnej w Paryżu). |
| P. p. pulcher    | Pseudochirus pulcher   | Matschie, 1915    | Prawdopodobnie północny obszar rzek Nowej Południowej Walii, Australia. | Skóra i czaszka dorosłej samicy (sygn. ZMB 5534, Muzeum Historii Naturalnej w Berlinie).                               |

### Etymologia
- Pseudocheirus: gr. ψευδος pseudos ‘fałszywy’; χειρ kheir, χειρος kheiros ‘dłoń’[33].
- peregrinus: łac. peregrinus ‘obcy, wędrowiec’, od peregre ‘zagraniczny’, od per ‘przez’; ager ‘ląd’, od gr. αγρος agros ‘kraj’[34].
- convolutor: łac. convolutor ‘razem toczyć, obracać’[35], od przedrostka con- ‘z, razem’[36]; voluta ‘turlać się razem’, od volvo ‘turlać się’[37].
- cookii: kpt. James Cook (1728–1779) oficer Royal Navy, hydrograf, odkrywca, opłynął cały świat w latach 1768–1771, 1772–1775, 1776–1779[9][38].
- pulcher: łac. pulcher, pulchra ‘piękny, przystojny, jasny, lśniący’[39].

## Zasięg występowania
Pseudopałanka wędrowna występuje w zależności od podgatunku:
- P. peregrinus peregrinus – północno-wschodnia i wschodnia Australia, od półwyspu Jork do południowo-wschodniego Queensland.
- P. peregrinus convolutor – Tasmania, w tym King, Wyspy Furneaux (Wyspa Flindersa i Cape Barren) i Maria.
- P. peregrinus cookii – południowo-wschodnia Australia, od centralnej Nowej Południowej Walii do skrajnie południowo-wschodniej części Australii Południowej.
- P. peregrinus pulcher – wschodnia Australia, od południowo-wschodniego Queensland do środkowej Nowej Południowej Walii.

Nieznany podgatunek introdukowano na Wyspę Kangura.

## Morfologia
Długość ciała (bez ogona) 29–35 cm, długość ogona 29–36 cm, masa ciała 0,8–1,1 kg. Mały torbacz o brązowym futrze (na brzuchu szare). Głowa o dużych oczach i małych uszach z białą plamką z tyłu. Chwytny ogon z białym końcem (jest równy długości ciała). Dwa palce przednich łap są przeciwstawne trzem pozostałym.

## Tryb życia
Pałanka wędrowna jest zwierzęciem aktywnym nocą i prowadzącym nadrzewny tryb życia. Żyje w małych grupkach składających się z samca, kilku samic i młodych. Jest zwierzęciem terytorialnymi. W zależności od rejonu występowania buduje gniazda (wielkości piłki futbolowej) lub zamieszkuje dziuple w pniach i konarach. Rzadko schodzi na ziemię. Okres rozrodczy trwa od kwietnia do grudnia (najczęściej od maja do lipca). Zwykle samica wydaje na świat dwoje młodych (rzadko cztery), które wpełzają do torby i spędzają tam około 4 miesięcy (chociaż okres laktacji trwa 6 miesięcy). Dojrzałość płciową osiągają po ukończeniu pierwszego roku życia. 
Pałanka wędrowna odżywia się liśćmi (głównie eukaliptusa), choć urozmaica to owocami i kwiatami. Pokarm trawiony jest w jelicie ślepym przez bakterie i wydalany w postaci papki, która jest ponownie zjadana (cekotrofia).
Pałanki żyją od 4 do 6 lat, w zależności od twardości spożywanego pokarmu powodującego starcie zębów.

## Znaczenie
Jest uważana za szkodnika, z powodu okradania ogródków przydomowych. W Australii nazywana jest złodziejem róż.

## Zagrożenie i ochrona
W Czerwonej księdze gatunków zagrożonych Międzynarodowej Unii Ochrony Przyrody i Jej Zasobów została zaliczona do kategorii niskiego ryzyka LC (ang. least concern ‘najmniejszej troski’). Zagrożeniem dla pałanek są domowe psy i koty.